# Kajen (Lebaksiu)
Kajen is een bestuurslaag in het regentschap Tegal van de provincie Midden-Java, Indonesië. Kajen telt 3578 inwoners (volkstelling 2010).